# 劉偉国
劉 偉国（漢音読み：りゅう いこく、簡体字：刘伟国、繁体字：劉偉國、拼音：Liú Wěiguó、Liu Weiguo、1992年5月3日 - ）は、中華人民共和国・天津市出身のサッカー選手。中国サッカー・スーパーリーグ・長春亜泰足球倶楽部所属。ポジションはゴールキーパー。

## 来歴

### クラブ
2015年7月10日、広州恒大へ完全移籍した。